# Parco eolico El Marquesado
Il Parco eolico El Marquesado ha una capacità di 198 MW, è situato a Granada ed è il secondo maggior parco eolico in Spagna. Con una generazione annua di 450 GWh, il complesso El Marquesado comprende quattro parchi eolici ognuno dei quali con una capacità generativa di 49,5 MW. Tutti e quattro i siti usano turbine Gamesa G 80-2MW prodotte dalla Gamesa (da 2 MW ciascuna). Il costo per la costruzione del parco eolico è ammontato a 250 milioni di euro.